# 五代高之
五代 高之（ごだい たかゆき、1956年7月1日 - ）は、日本の俳優、声優。本名は大木 富夫（）。
東京都世田谷区出身。相模工業大学附属高等学校（現・湘南工科大学附属高等学校）卒業。キャストパワー所属。

## 来歴・人物
学生時代に、日本テレビで放送されていた『金曜10時!うわさのチャンネル!!』『テレビ三面記事 ウィークエンダー』などで大道具のアルバイトを経験。そのときの先輩からの紹介で、滝恵一出演の養毛剤のCMに出演したことがきっかけとなり、俳優を志すこととなった。滝が主宰する俳優養成所「タキ塾」を経て、時代劇を学びたいと思い大川橋蔵の付き人となる。
1979年、『西部警察』のオーディションに合格し、石原プロモーションに所属。大門軍団の最若手の兼子刑事役で本格デビュー。芸名の「五代高之」の名付け親は石原裕次郎であり、1969年に石原プロで制作された映画『栄光への5000キロ』で、石原裕次郎が演じた主演の「五代高行」の「行」を「之」に変えた上で与えられている。
1981年、『月光仮面 THE MOON MASK RIDER』で映画デビューし、『仕掛人梅安』に浪人・小杉役で助演。 同年、川崎龍介に代わって演じた『太陽戦隊サンバルカン』でのバルイーグル / 飛羽高之役で初主演を果たした。
その後、映画、テレビドラマ、舞台のほか、NHK-FMのラジオドラマ『プラチナプラチナ』に主演するなど活躍。『教師びんびん物語』では、主演の田原俊彦と紺野美沙子ふんするヒロインを巡って恋のさやあてを展開する実業家役で出演。『暴れん坊将軍』シリーズではパート3からパート5まで5年間に亘って御庭番・才三役を演じた。
2022年にヒロ・プロダクション時代から所属してきたハーキュリーズからキャストパワーに移籍した。
特技は、剣道（三段）、合気道、乗馬。スキュ－バダイビングライセンス、小型船舶2級資格を所持。
妻は『科学戦隊ダイナマン』で王女キメラを演じていた元女優の香野麻里で、2人の子供がいる。また、俳優養成所「五代塾」の塾長も務めている。

## エピソード
学生時代はパイロットを志望していたが、視力低下を理由に断念した。
『西部警察』のオーディション時、「君は喧嘩に自信があるか?」という質問に対し、「何だったら今からやりますか?」と答えたという。また、ロケで劇用車を連ねて現場を移動する際、信号待ちでふざけて前の劇用車に軽く追突する遊びをやっていた。あるとき間違えて本物のパトカーに追突してしまい、降りてきた警察官に事情を説明しようとしたところ、懐に入れていたモデルガンが見えてしまい、身構えられてしまったという。撮影時に高所から飛び降りるシーンで足の指を骨折した際は、一週間後に同じシーンの再撮影に挑んだものの足の痛みのため走り出したら止まることができなかったが、カメラマンの金宇満司から毛布を持ったスタッフの元に飛び込むよう指示され、無事撮影を終えることができた。五代はこのとき自身を支えてくれたスタッフに感謝するとともに、石原軍団の思いやりを実感し、後に『サンバルカン』に出演した際もスタッフ・キャストが一丸になれるようチームワークを作り上げることに腐心したという。
『サンバルカン』では、シリーズの約半分を過ぎてからの参加であったため、気を遣ったという。また、参加にあたってはあえてそれまでの作品は観ず、新任として新しい場所に参加するという設定にリアリティを持たせた。周囲からは子供番組の方が『西部警察』よりもアクションが楽だろうと言われることもあったが、実際には常にヒーローとしての動きを意識していなければならないため、『サンバルカン』の方が大変であったという旨を語っている。2代目バルイーグルが剣で戦うという設定は、五代が剣道三段の腕前であったことから東映プロデューサーの吉川進によって提案されたものである。

## 出演

### テレビドラマ
- 銭形平次 第631話「殺しを頼んだ女」（1978年、CX） - 男 役（一）[注釈 1]
- コメットさん 第41話「小人になって大きな愛を!」（1979年、TBS）[注釈 1]
- 西部警察 第1話「無防備都市 -前編-」 - 第54話「兼子刑事暁に死す」（1979年 - 1980年、ANB） - 兼子仁 役
- 太陽にほえろ! 第445話「人質を返せ!」（1981年、NTV） - 平野巡査 役
- 大江戸捜査網 第491話「銃口に立ち向かう男」（1981年、12ch） - 佐吉 役
- スーパー戦隊シリーズ（ANB→EX）
  - 太陽戦隊サンバルカン 第23話「銀河魔境の女隊長」 - 第50話「輝け北極オーロラ」 （1981年 - 1982年） - 主演・飛羽高之 / バルイーグル 役
  - 忍者戦隊カクレンジャー（1994年 - 1995年） - 軍師・白面郎 役
  - 炎神戦隊ゴーオンジャー（2008年）
    - 第19話「軍平ノホンネ」- ノコギリバンキの声
    - 第20話「兄妹バトル!?」-  チェーンソーバンキの声

  - 海賊戦隊ゴーカイジャー 第49話「宇宙最大の宝」・最終話「さよなら宇宙海賊」（2012年） - 飛羽高之 役
- 火曜サスペンス劇場（NTV）
  - 女相続人（1982年）
  - 結婚（1986年）
- 幕末青春グラフィティ 坂本竜馬（1982年、NTV） - 野中太内 役
- 土曜ワイド劇場（ANB→EX）
  - 白い素肌の美女 江戸川乱歩の盲獣（1983年） - 蕗屋
  - 牟田刑事官事件ファイル 第2作「女たちの殺人パーティー」（1985年5月11日） - 設楽浩二 役
  - 私を信じて!（1997年） - 島岡靖夫
  - おばはん刑事!流石姫子1（1998年） - 宮下了 役
  - 松本清張没後10年企画・疑惑（2003年） - 中西守 役
  - 救急救命士・牧田さおり3 空中美女殺人 女美容外科医の秘密（2004年） - 清元明広 役
  - 火の粉（2005年） - 中野副園長 役
  - はみだし弁護士・巽志郎10 出会い系サイトは死の香り（2006年） - 幸田祐介 役
  - 拘置所の女医（2011年） - 坂上哲夫
  - 遺品の声を聴く男3（2012年、朝日放送） - 村田修一
  - 狩矢父娘シリーズ16 京都・嵐山〜鵜飼い殺人事件!（2014年） - 向井信也 役
  - 特別企画 / 切り裂きジャックの告白〜刑事 犬養隼人〜（2015年） - 津村一課長 役
  - 人類学者・岬久美子の殺人鑑定6（2016年） - 稲葉豊 役
- 銀河テレビ小説（NHK）
  - 青春前後不覚（1983年）
  - 季節はずれの蜃気楼（1985年）
- 特捜最前線 第342話「離婚届を持つ刑事!」 - 第348話「爆破0秒前のコンピュータゲーム!」 （1983年 - 1984年、ANB） - 早見健介 役
- さらば、夏の光よ（1984年、CBC）
- 恋はミステリー劇場 / モモ子シリーズ3 スキャンダル黙示録（1985年、TBS）
- スケバン刑事 第5話「黒ミサは午前2時に!」（1985年、CX） - 竹中教諭 役
- 私鉄沿線97分署 第41話「ヨットで越えろ! 学園の荒波」（1985年、ANB）
- 木曜ドラマストリート / 明日を殺さないで（1985年、CX）
- 親にはナイショで…（1986年、TBS） - 吉野俊夫 役
- お坊っチャマにはわかるまい!（1986年、TBS）
- ドラマ・女の手記 / 写激狩人 フォトハンター〜ある女性カメラマンの手記〜（1986年、TX）
- 松本清張の絢爛たる流離 第3話「離婚した花嫁の殺意」（1987年、ANB） - 平垣新一 役
- 水曜ドラマスペシャル / 魔夏少女（1987年、TBS） - 橋本先生 役
- 金曜女のドラマスペシャル/ OL三人旅III 北海道露天風呂連続殺人（1987年、CX） - 大野 役
- 水戸黄門（TBS）
  - 第17部 第7話「お嬢様は女盗賊 -津-」（1987年） - 伊之助 役
  - 第18部 第23話「夢芝居!? 八兵衛の若旦那 -京-」（1989年） - 清太郎 役
  - 第28部 第25話「お銀涙の子守唄 -岡山-」（2000年） - 神崎周平 役
- オレの妹急上昇（1987年、CX） - 仲田良一 役
- マドンナ先生はロックンローラー!（1987年、ANB）
- 年末時代劇スペシャル（NTV）
  - 田原坂（1987年） - 奈良原喜八郎
  - 五稜郭（1988年） - 永倉新八
  - 源義経 - 金売り吉次 役
- TBS大型時代劇スペシャル
  - 徳川家康（1988年） - 宇喜多秀家
  - 天下を獲った男 豊臣秀吉（1993年）
- 27才・LOVE気分（1988年、NTV）
- 暴れん坊将軍シリーズ（ANB）
  - 暴れん坊将軍III
    - 第21話「さらわれたお葉」（1988年） - 府川一之進 役
    - 第57話「左源太 愛に死す!」 - 第129話「吉宗、しばし名残の大暴れ!」（1989年 - 1990年） - 御庭番・才三 役

  - 暴れん坊将軍IV（1991年 - 1992年） - 御庭番・才三 役
  - 暴れん坊将軍V（1993年 - 1994年） - 御庭番・才三 役
- 教師びんびん物語（1988年、CX） - 鹿島
- ドラマ23 / 殺したい女II（1988年、TBS）
- 道づれ（1988年、NHK）
- 長七郎江戸日記 第2シリーズ 第43話「咲くか! 赦免花」（1988年、NTV） - 亀芳 役
- 名奉行 遠山の金さん 第1シリーズ 第9話「正当防衛の男?」（1988年、ANB） - 芳松 役
- あいつがとまらない!（1989年、TX）
- 夏樹静子サスペンス / 故人 役の名刺（1990年、KTV）
- 泥棒に手を出すな!（1990年、TX）
- パパ!かっこつかないゼ（1990年、CX）
- 世にも奇妙な物語（CX）
  - 第1シリーズ 「生き蟹」（1990年8月30日） - 松岡広太郎 役
  - 第2シリーズ 「あの日に帰りたい」（1991年1月17日） - 佐藤誠一 役
- さすらい刑事旅情編IV 第2話「女流漫画家の秘密・週末特急に乗る娘」（1991年、ANB）
- あばれ八州御用旅 第2シリーズ 第1、2話「姫君採投指令! 対決! 白頭巾vs黒瓜根来衆」（1991年、TX） - 島村市之助 役
- ネオドラマ / ママとはじまる朝（1992年、ANB）
- 湘南女子寮物語（1993年、ANB） - 田口先生 役
- 女検事の捜査ファイル 第6話「覗かれた裏窓の女! 結婚記念日の殺意」（1993年、ANB） - 沢井直之 役
- 喧嘩屋右近 第2シリーズ 第10話「賞金受け取り人」（1993年、TX） - 塚本 役
- さすらい刑事旅情編VI 第22話「窃盗犯をゆする女・消えた二千万円!」（1994年、ANB）
- 大河ドラマ（NHK）
  - 花の乱（1994年） - 神保長誠 役
  - 秀吉（1996年） - 池田恒興 役
  - 義経（2005年） - 三善康信 役
- ドラマ30（CBC）
  - みちのく温泉逃避行（1994年）
  - 新キッズ・ウォー2（2006年） - 遠山雄介 役
- 金曜エンタテイメント（CX）
  - リング（1995年） - デスク 役
  - 浅見光彦シリーズ8 平家伝説殺人事件（1999年） - 堀之内 役
  - 山村美紗サスペンス・京都女優シリーズ3 京都怪奇伝説殺人事件（2001年） - 吉見健児 役
  - 地獄の花嫁5（2004年） - 駿河敦之 役
- ドラマ新銀河 / 新・恋愛小説館（1995年、NHK）
- いのちの現場から4（1996年、MBS） - 藤堂昭一 役
- 砂の城（1997年 THK） - 津田山 役
- 花王ファミリースペシャル/裸の大将 !（1997年、KTV） - 医師 役
- 月曜ドラマスペシャル / 居酒屋刑事 消えた少女（1998年、TBS） - 野尻 役
- 大岡越前 第15部 第12話「罪を着た男」（1998年、TBS） - 卯之吉 役
- 夜逃げ屋本舗（1999年、NTV） - 片瀬達也 役
- ハッピー 愛と感動の物語第1話「失明…盲導犬がくれた光と愛!」（1999年、テレビ東京）
- 愛のことば（2000年、THK） - 池内 役
- 月曜ミステリー劇場（TBS）
  - おばさん会長・紫の犯罪清掃日記! ゴミは殺しを知っている2（2001年）
  - 三ツ鐘署シリーズ 深追い（2005年） - 片桐良和 役
  - ムコ入り刑事2 高山家・明の事件ファイル（2005年）
- 愛の劇場 / 太陽と雪のかけら（2002年、TBS） - 藤吉佐輔 役
- クニミツの政 第6話「さよならクニミツ」（2003年、KTV） - 江頭の父 役
- 人間の証明（2004年、CX）
- ホットマン2（2004年、TBS） - 水澤明 役
- 女と愛とミステリー（TX / BS-J）
  - 保険調査員・蒲田吟子2（2001年） - 豊原茂 役
  - いなか刑事・伊原泰三の退職捜査日誌2（2002年） - 諸星刑事 役
  - 事件記者 浦上伸介3（2004年） - 森博之 役
  - 不倫調査員・片山由美6 京都花見小路殺人事件（2004年） - 岩田義雄 役
- 霊感バスガイド事件簿 第9話「1/24秒の悪魔」（2004年、EX） - 神原 役
- 白夜行 第1話（2006年、TBS） - 西布施警察署刑事部長
- 特ダネカメラマン・長谷川隆一の事件ファイル（2006年、BSフジ）
- 月曜ゴールデン（TBS）
  - 浅見光彦シリーズ23 藍色回廊殺人事件（2007年） - 四宮健一 役
  - 自治会長・糸井緋芽子社宅の事件簿9（2009年） - 岸部勝弘 役
  - 湯けむりバスツアー 桜庭さやかの事件簿2（2010年） - 柿沢幸一 役
  - ガラスの牙 熱血DJ保護司・権藤明子〜涙の少年少女観察日記（2010年） - 遠山保護観察官
  - 世田谷駐在刑事（2012年） - 浜野真一 役
- 金色の翼（2007年、THK） - 梅原誠司 役
- 水曜ミステリー9（TX）
  - 鉄道警察官・清村公三郎4 SL貴婦人 殺意の小京都 （2007年） - 柳沢 役
  - 捜査検事・近松茂道10（2011年） - 田口 役
  - 沖縄リゾート コンシェルジュ具志堅陽子の名推理（2012年） - 目黒靖 役
  - トカゲの女 警視庁特殊犯罪バイク班2（2015年） - 真鍋省吾 役
- ママの神様（2008年、CBC） - 能勢教頭 役
- えいせい魂 / 謝罪スターダム（2008年、BSジャパン）
- Cafe吉祥寺で 第36話 - 第45話（2008年、TX） - 一ノ宮崇 役
- 相棒シリーズ（EX）
  - season7 第11話「越境捜査」（2009年1月14日） - 藤堂俊作 役
  - season13 第1話「ファントム・アサシン」（2014年10月15日） - 下山秀和 役
  - season21 第10話「黒いコートの女」（2022年12月21日） - 安西正則 役
- 夏の秘密（2009年、THK） - 加賀修司 役
- 天使の代理人 Episode4 （2010年、THK） - 早乙女医師 役
- 浅見光彦シリーズ 棄霊島（2011年、CX） - 多田則明 役
- 海の司令官 小西行長 〜秀吉が日本を託した男〜（2011年、TKU） - 桐谷英樹 役
- 鈴子の恋（2012年、THK） - 花丸 役
- ビギナーズ!（2012年、TBS） - 杉山勝也 役
- 幸せの時間 (2012年、THK) - 片岡平蔵 役
- 金曜プレステージ / 所轄刑事7（2012年、CX） - 越村刑事 役
- 震える牛 (2013年、WOWOW)
- 潔子爛漫〜きよこらんまん〜（2013年、THK） - 有馬喜一 役
- 鬼平外伝 老盗流転（2013年） - 岡村久兵衛 役
- 北海道警事件ファイル 警部補 五条聖子2 函館殺人迷宮（2014年、TX） - 唐沢健次 役
- マルホの女〜保険犯罪調査員〜（2014年、TX）
  - 第8話「動き出す最後の事件! 親友は悪女!?VS最大最凶の巨悪!」
  - 最終話「ごめんあそばせ! 暗黒の首謀者に怒りの往復ビンタ!!」 - 相羽久司 役
- 熱血シングル・ファザー〜新聞記者・新庄圭吾の事件ファイル〜3（2016年） - 谷川光一 役
- 警視庁・捜査一課長 season2 第4話（2017年、EX） - 京野慶次 役
- 月曜名作劇場 はぐれ署長の殺人急行2（2017年、TBS） - 黒部満彦 役
- 静おばあちゃんにおまかせ 第1話（2018年、EX） - 椿山道雄 役
- 日曜プライム 警視庁・捜査一課長（2019年） - 本林亮二 役

### 配信ドラマ
- 忍者戦隊カクレンジャー 第三部・中年奮闘編（2024年8月4日、東映特撮ファンクラブ） - 義輝 役
- CONNECT 覇者への道（2025年6月25日 - 、U-NEXT） - 財務大臣 神崎誠太郎 役[15]

### 映画
- 白く濡れた夏（1979年、にっかつ） - 谷山広介[注釈 1]
- 月光仮面 THE MOON MASK RIDER（1981年、日本ヘラルド） - 片貝誠
- 仕掛人梅安（1981年、東映） - 小杉十五郎 役
- 劇場版 太陽戦隊サンバルカン（1981年、東映） - 主演・飛羽高之 / バルイーグル
- 軽井沢夫人（1982年、にっかつ） - 紫藤純一 役
- 潮騒（1985年、東宝） - 川本安夫 役
- 童貞物語（1986年、東映）
- Let's豪徳寺!（1987年、松竹） - 豪徳寺高志 役
- 塀の中のプレイボール（1987年、松竹）
- 極道の妻たち 赤い殺意（1999年、東映）
- EAT&RUN（2002年、EAT&RUN製作委員会） - 兼田 役
- 陰陽師II（2003年、東宝） - 斎部定行
- デコトラの鷲・其の参 〜恋の花咲く清水港〜（2006年、『デコトラの鷲』フィルムパートナーズ）
- エコエコアザラク B-page（2006年、アートポート=エイベックス・エンタテインメント）
- 天国からのラブレター（2007年、CCRE） - 本村永輔 役
- ピン中!（2016年、影山塾） - 阿住 役

### オリジナルビデオ
- 続・獣のように（1990年、東映ビデオ）
- THE MOVIE けん玉（1992年、ビクター音楽産業）
- ギャンブル人生（1995年、ケイエスエス）
- 女犯十手裏仕置II（1996年、キングレコード）
- 新・バブルと寝た女たち（1999年、徳間ジャパンコミュニケーションズ）
- 眩しい季節 サポート（2000年、ジャパン・アート）
- 囁く怨霊（2001年、アースライズ）
- 特攻会社員（リーマン）（2001年、インターフィルム）
- CONNECT 覇者への道1（2024年） - 財務大臣 神崎誠太郎 役

### 舞台
- 花の幡随院（1990年、新歌舞伎座）
- 暴れん坊将軍（1990年、新歌舞伎座）
- ジンギスカン（1996年、大阪・泉の森ホール）
- 恋伝説 愛すればこそ（1998年、新宿コマ劇場・中日劇場）
- わんぱく姫奉行 駆け込み寺てんまつ記（1999年 - 2000年、新宿コマ劇場・中日劇場）
- 深川恋キツネ（2000年、新宿コマ劇場）
- 木曽義仲と三人の女（2000年、明治座）
- 不死鳥よ波濤を越えて（2002年、新宿コマ劇場）
- ありがとうサボテン先生（2002年、日生劇場）
- 爆笑喜劇 恋や恋・浮かれ死神（2003年、新宿コマ劇場）
- 六月の奇跡（2010年・2017年、サンハートホール）

### テレビアニメ
太字はメインキャラクター。
- 鋼の錬金術師（2003年、マグワール）
- 甲虫王者ムシキング 森の民の伝説（2005年 - 2006年、ペレ、デューク）
- ふたりはプリキュア Splash Star（2006年、アクダイカーン）
- まじめにふまじめ かいけつゾロリ（2006年、ノーダ）
- 金田一少年の事件簿R（第2期）（2015年、貴島順一[16]）

### 吹き替え
- アルマゲドン（ロナルド・クインシー〈ジェイソン・アイザックス〉）※日本テレビ版
- ER緊急救命室 シーズン10（ケン・スン〈ダニエル・デイ・キム〉）
- シャクルトン 南極海からの脱出（フランク・ワーズリー船長）
- ホーンブロワー 海の勇者

### ラジオドラマ
- アドベンチャー・ロード / プラチナプラチナ（NHK-FM）
- 銀河岸物語
- 青春アドベンチャー（NHK-FM）
  - 新宿鮫・氷舞
  - 海賊モア船長の遍歴（ブラッドレー船長）

### バラエティ
- 社長かヒラかハイ&ロー（1985年、TBS） - パートナー役 ※一般回答者とコンビを組むパートナー

## 音楽

### シングル
- 心配するなよ（2002年、PLACE RECORDS） - C/W 痩せっぽちのお前に